# Mistrzostwa NAIA w Zapasach w 2023
Mistrzostwa NAIA w zapasach rozegrane zostały w Park City w dniach 3–4 marca 2023 roku. Zawody odbyły się na terenie Hartman Arena. Punkty zdobyło 50 drużyn.

## Wyniki

### Drużynowo
| Kolejność | Szkoła                          | Zespół         |
| --------- | ------------------------------- | -------------- |
| 1.        | Grand View University           | Vikings        |
| 2.        | Life University                 | Running Eagles |
| 3.        | Southeastern University         | Fire           |
| 4.        | Menlo College                   | Oaks           |
| 5.        | Indiana Institute of Technology | Warriors       |
| 6.        | Doane University                | Tigers         |
| 7.        | Marian University               | Knights        |
| 8.        | Thomas More University          | Saints         |

### All American

#### 125 lb
| Lp. | Zawodnik       | Szkoła         |
| --- | -------------- | -------------- |
| 1.  | Brandon Orum   | Life           |
| 2.  | Hunter Sparks  | Eastern Oregon |
| 3.  | Trevor Marsman | Cornerstone    |
| 4.  | Dennis McNeal  | Brewton–Parker |
| 5.  | Riley Siason   | Menlo          |
| 6.  | Esco Walker    | Grand View     |
| 7.  | Isaac Crowell  | Southeastern   |
| 8.  | Conner Diamond | Lindsey Wilson |

#### 133 lb
| Lp. | Zawodnik            | Szkoła          |
| --- | ------------------- | --------------- |
| 1.  | Gulomjon Abdullayev | Menlo           |
| 2.  | Carson Taylor       | Grand View      |
| 3.  | Evan Potter         | Southern Oregon |
| 4.  | Blake Mulkey        | Marian          |
| 5.  | Sammy Shires        | Cumberlands     |
| 6.  | Joseph Lupton       | Graceland       |
| 7.  | Jovan Garcia        | Menlo           |
| 8.  | Matt Gimson         | Indiana Tech    |

#### 141 lb
| Lp. | Zawodnik          | Szkoła                |
| --- | ----------------- | --------------------- |
| 1.  | Shea Ruffridge    | Grand View            |
| 2.  | Julian Hernandez  | Life                  |
| 3.  | Baterdene Boldmaa | Doane                 |
| 4.  | Patrick Gould     | Keiser                |
| 5.  | Cade Manion       | Oklahoma City         |
| 6.  | Asa Garcia        | Marian                |
| 7.  | Chasen Brown      | Cumberlands           |
| 8.  | David Pierson     | St. Thomas University |

#### 149 lb
| Lp. | Zawodnik         | Szkoła         |
| --- | ---------------- | -------------- |
| 1.  | Brevin Balmeceda | Life           |
| 2.  | Ryan Moore       | Thomas More    |
| 3.  | Blake Gonzalez   | Grand View     |
| 4.  | Jace Luchau      | Cumberland     |
| 5.  | Keegan Luton     | Oklahoma City  |
| 6.  | Nathan Lendt     | Doane          |
| 7.  | Trent Johnson    | Lindsey Wilson |
| 8.  | John Diener      | Morningside    |

#### 157 lb
| Lp. | Zawodnik          | Szkoła            |
| --- | ----------------- | ----------------- |
| 1.  | Sal Silva         | Southeastern      |
| 2.  | Israel Casarez    | Grand View        |
| 3.  | Giovanni Bonilla  | Grand View        |
| 4.  | Donald Griffin    | Central Methodist |
| 5.  | Wilder Wichman    | Thomas More       |
| 6.  | Nate Wheeler      | Indiana Tech      |
| 7.  | Steven Villalobos | Life              |
| 8.  | Trevor Burdick    | Reinhardt         |

#### 165 lb
| Lp. | Zawodnik       | Szkoła         |
| --- | -------------- | -------------- |
| 1.  | Rysan Leong    | Menlo          |
| 2.  | David Rubio    | Corban         |
| 3.  | Cole Smith     | Cumberland     |
| 4.  | Marty Margolis | Grand View     |
| 5.  | Matt Jenkins   | Reinhardt      |
| 6.  | Jack Bass      | Life           |
| 7.  | Shadrick Slone | Campbellsville |
| 8.  | Bridger Hall   | Providence     |

#### 174 lb
| Lp. | Zawodnik          | Szkoła       |
| --- | ----------------- | ------------ |
| 1.  | Gerardo Hernandez | Vanguard     |
| 2.  | Isaiah Luellen    | Grand View   |
| 3.  | Riley Smucker     | Life         |
| 4.  | Nakoda Siegel     | MSU Northern |
| 5.  | Cole Tenety       | Reinhardt    |
| 6.  | Douglas Peppers   | Southeastern |
| 7.  | Stephen Kelle     | Southeastern |
| 8.  | Chinges Tsermaa   | Doane        |

#### 184 lb
| Lp. | Zawodnik        | Szkoła       |
| --- | --------------- | ------------ |
| 1.  | Asher Eichert   | Life         |
| 2.  | Coleman Bryant  | Southeastern |
| 3.  | Ben Lee         | Grand View   |
| 4.  | Eric Vermillion | Indiana Tech |
| 5.  | Sawyer Hobbs    | Providence   |
| 6.  | J.D. Perez      | Ottawa       |
| 7.  | Austin Vanek    | MSU Northern |
| 8.  | Sam Irwin       | Reinhardt    |

#### 197 lb
| Lp. | Zawodnik            | Szkoła            |
| --- | ------------------- | ----------------- |
| 1.  | Owen Braungardt     | Grand View        |
| 2.  | Zane Lanham         | Life              |
| 3.  | Bradley Antesberger | Doane             |
| 4.  | Malachi Karibo      | Baker             |
| 5.  | Nathan Critchfield  | Indiana Tech      |
| 6.  | Jack Servies        | Marian            |
| 7.  | Tucker Tomlinson    | Ottawa            |
| 8.  | Elijah Hynes        | Central Methodist |

#### 285 lb
| Lp. | Zawodnik      | Szkoła         |
| --- | ------------- | -------------- |
| 1.  | Greg Hagan    | Grand View     |
| 2.  | Austin Harris | Life           |
| 3.  | Gabe Jacobs   | Southeastern   |
| 4.  | KC Buday      | Providence     |
| 5.  | Daulton Mayer | Thomas More    |
| 6.  | Noel Orozco   | Eastern Oregon |
| 7.  | Aaron Johnson | Keiser         |
| 8.  | David Toese   | Graceland      |